# GALSI
Galsi (acronyme pour « Gazoduc ALgérie – Sardaigne – Italie ») est un projet de gazoduc qui reliera les installations algériennes de Koudiet Draouche jusqu'à Piombino en Italie via la   Sardaigne en passant sous la mer Méditerranée. Il est porté par Sonatrach et plusieurs partenaires.
Cette liaison de 284 km doit acheminer à terme jusqu'à 8 milliards m3 de gaz naturel par an.

## Historique du projet
La décision d’investissement devait être prise par le consortium courant 2009 pour une mise en service possible à partir de 2012. L'accord sur une enveloppe de 3 milliards de dollars d'investissement devait être prise en 2010, pour une mise en service en 2014.
Le 2 février 2010, Nicolas Sarkozy annonce l’engagement de l’État français en faveur du raccordement de la Corse au gaz naturel. Une des solutions pouvant être un raccordement à la canalisation GALSI.
En 2011, la concurrence de Gazprom semble remettre en cause le projet GALSI mais l'Algérie repart à l’offensive.
En 2012, Sonatrach annonce que ce projet n'aura pas lieu avant 2013,. Le projet semble sur le point d’être abandonné à la suite de l'offensive du Russe Gazprom.
En 2014, à la suite de l'offensive et des capacités de Gazprom, les Italiens préfèrent s'allier au Russe Gazprom.
En 2017, Gazprom cherche à consolider ses parts de marché et repart à l’offensive.

## Le consortium
Les actionnaires du consortium sont :
- Sonatrach (Algérie) : 41,60 %
- Edison (Italie) : 20,80 %
- Enel (Italie) : 15,60 %
- Région de Sardaigne (Italie) : 11,60 %
- Hera (Italie) : 10,40 %